# Totenlaterne von Fenioux
Die Totenlaterne von Fenioux (französisch Lanterne des morts de Fenioux) ist eine Totenlaterne, die zu den außergewöhnlichsten mittelalterlichen Bauwerken im Südwesten Frankreichs gehört. Sie wurde bereits im Jahr 1862 als Monument historique klassifiziert.

## Lage
Die Totenlaterne steht in dem kleinen Dorf Fenioux etwa 150 Meter westlich der Kirche Notre-Dame de l’Assomption auf dem Gelände des ehemaligen Friedhofs neben einem Gewölbe. In welcher Beziehung beide Bauwerke zueinander standen, ist ungeklärt.

## Funktion
Zur Funktion der Totenlaterne von Fenioux ist nicht viel bekannt. Es ist nicht einmal sicher, ob es sich überhaupt um eine Laterne handelt oder das Bauwerk vielleicht auch andere Funktionen hatte. Die einzig erhaltene, zeitgenössische Schriftquelle zu Totenlaternen, beschreibt ein Bauwerk in dieser Funktion. Die Quelle datiert etwa aus dem Jahr 1150. Sie findet sich bei Petrus Venerabilis, Abt des Klosters von Cluny:

„In der Mitte des Friedhofs befindet sich eine Steinstruktur (Structura), an deren Spitze sich ein Lampe (Lampas) befindet, deren Licht (Fulgor) jeden Abend diesen heiligen Ort mit ihrem Zeichen erleuchtet zum Respekt (ob reverentiam) für die Gläubigen, die dort ruhen. Es gibt auch eine Treppe / Leiter (Gradus), durch die man eine Plattform (spatium) erreicht, deren Platz für zwei oder drei Männer, die sitzen oder stehen, ausreicht.“

In Fenioux gibt es die erwähnte Plattform an der Spitze des Gebäudes nicht. Dort, wo sie zu erwarten wäre, gibt es einzig den Schacht der Spiraltreppe. Diese Treppe ist zudem extrem eng und damit unpraktisch, um Brennmaterial nach oben zu transportieren und dort ein Feuer zu unterhalten.

## Datierung
Die Totenlaterne ist weder durch urkundlichen Beleg noch durch eine Bauinschrift datiert. Architektonische Details wie Bündelpfeiler, Kapitellschmuck sowie die Übereinstimmungen mit anderen – allerdings ebenfalls meist undatierten – Monumenten desselben Typs und mit den manchmal ähnlich aufgebauten frühen Hosianna-Kreuzen machen es wahrscheinlich, dass das Bauwerk im 12. Jahrhundert errichtet wurde.

## Architektonischer Aufbau
Der im Schnitt kreisförmige, aber gegliederte Schaft des hohlen Bündelpfeilers besteht aus elf lückenlos aneinander gereihten Rundsäulen mit pflanzlich skulptierten Kapitellen und profilierten Basen, die auf kantigen Sockeln stehen. Der Unterbau mit der Eingangstür zur Spindeltreppe, gleicht heute einem locker aufgeschütteten Haufen von Bruchsteinen, die aber untereinander mit Mörtel verbunden sind. Auf den Kapitellen fasst eine gemeinsame kreisrunde profilierte und auskragende Kämpferplatte die Säulen zusammen.
Darauf stehen erneut – aber im Durchmesser viel kleinere – dreizehn Säulen. Da der Durchmesser der oberen Säulen geringer ist, entstehen zwischen ihnen schmale Zwischenräume, Fenstern gleich. Die Säulchen sind komplett mit schlichten Kapitellen, quadratischen Kämpfern und profilierten Basen ausgestattet. Auf ihnen ruht eine zweite, runde Kämpferplatte. Diese trägt den steinernen Turmhelm in Form eines steilen Pyramidendachs mit quadratischem Grundriss. Die Dachflächen besitzen eine geschuppte Struktur, die dreikantige Schindeln oder der Oberflächenstruktur eines Pinienzapfens ähnelt. Die Spitze der Pyramide ist gekappt und durch einen weniger steilen Aufsatz ersetzt worden, auf dem ein steinernes lateinisches Kreuz aufragt. Auf jeder Seite der Pyramide steht auf dem Rand der kreisförmigen Kämpferplatte je ein kurzer Rundpfeiler, der sich nach oben kaum merklich verjüngt und auf seiner Spitze eine steinerne Kugel trägt. Die Spindeltreppe im Schaft des Turmes zählt 33 Stufen.
Das Bauwerk erinnert in seinem Aufbau an römische Grabmäler, etwa das römische Mausoleum der Julier in Glanum.

## Bedeutung

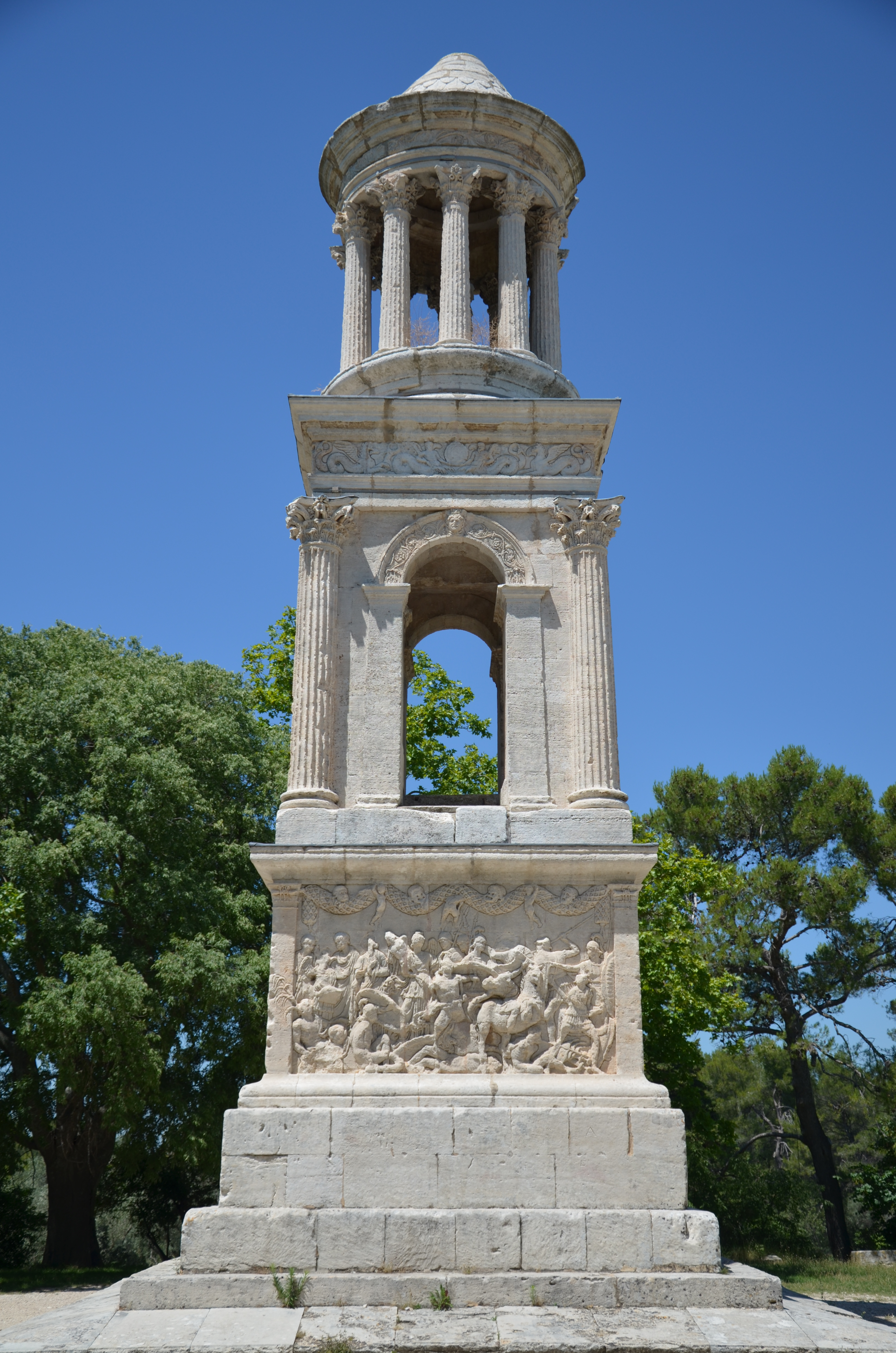
Mausoleum der Julier in Glanum

Die Totenlaterne von Fenioux ist eine der größten dieses Typus im Poitou, höher ist nur noch die Totenlaterne von Saint-Pierre-d’Oléron.
Funktion und Symbolik des Bauwerks beruhen ausschließlich auf Vermutungen, da es fast keine zeitgenössischen Quellen dazu gibt. Alle Erklärungsversuche stammen aus späterer Zeit und sind Spekulation.
- Eine Möglichkeit ist, dass es sich tatsächlich um eine Laterne handeln. Durch ein Licht, das von dort nach außen fallen konnte, sollten die Toten und die Lebenden vor den magischen Gefahren bewahrt werden, die ein Friedhof barg.[5]
- Auffällig und äußerst ungewöhnlich ist die Elfzahl der Säulen des Schafts und die Dreizehnzahl der Säulen der Laterne. Eine Vermutung deutet die Elfzahl als die der zwölf Apostel abzüglich des Verräters Judas, dessen (mit)tragende Funktion nicht mehr gegeben und dessen Licht durch den Verrat an Jesus erloschen ist.
- Die 33 Stufen der Treppe entsprechen den 33 Lebensjahren Jesu. Die Zahl besaß so einen hohen Symbolgehalt. Thorsten Droste schreibt dazu: „Die Symbolsprache der Totenlaterne hieße demnach, der Mensch löst sich vom irdischen Bereich, um durch das Erlösungswerk Christi gerettet, hinauf zum ewigen Licht zu gelangen“. Die zeichnerische Darstellung eines Querschnitts durch die Totenlaterne von Fenioux von Paul Abadie zeigt 47 Stufen und ist mit dieser Angabe ungenau.